# Bataille du pont du Feneau
Rébellions huguenotes
Batailles
La bataille du pont du Feneau fut la dernière bataille de l'invasion de l'île de Ré par les forces anglaises venues apporter leur aide à la rébellion huguenote de La Rochelle. Cet échec final força les Anglais à se replier vers l'Angleterre.

## Avant la bataille

### Côté britannique
Les forces anglaises, ayant été défaites plus tôt dans la journée au siège de Saint-Martin, se replient vers Loix, où sont situés les navires dont ils ont débarqué. À cause de vivres de mauvaise qualité, leur armée comprend de nombreux malades. Elle est commandée par George Villiers, duc de Buckingham et composée de douze régiments d'infanterie et quatre canons, ainsi que de quelques protestants rochelais volontaires. Les forces anglaises sont couvertes par leur cavalerie en arrière-garde, composée d'au moins 68 chevaux.
Les troupes de Buckingham pensent que les Français n'attaqueront pas. Sans prendre de précautions, elles marchent en désordre, en rangs ni serrés ni ouverts. Elles parviennent jusqu'au pont en bois bâti sur le chenal du Feneau, qui fut mis en place lors de leur débarquement. Il relie l'île de Loix au reste de l'île de Ré.

### Côté français
Les forces françaises, de leur côté, sont commandées par le maréchal Henri de Schomberg qui, informé par Jean de Saint-Bonnet de Toiras de la retraite des Anglais depuis Saint-Martin, a rassemblé son armée et s'est mis à leur poursuite. Les forces françaises se composent alors du régiment des Gardes françaises et d'autres troupes royales. La cavalerie est dirigée par Louis de Marillac.

## La bataille
La tête de colonne de l'armée anglaise se dirige vers Loix. Deux bataillons anglais, menés par le colonel Sir Edward Conway, Sir Peregrine Barty et Sir Henery Spry, ont traversé le pont. Un autre, mené par le colonel Sir Charles Rich, frère du comte de Hollande, Henry Rich, et demi-frère de Milord Montjoy, Sir Alexander Brett et le lieutenant de Sir Thomas Morton (lui-même étant malade) s’apprête à passer le pont avec les quatre canons. Deux autres bataillons restent en arrière, commandés par le colonel Sir William Courtney, le lieutenant-colonel Sir Edward Hawley et Sir Ralph Bingley.
Le Maréchal de Schomberg, ayant traversé le village de La Couarde, est informé par Marillac de la position adverse : la tête de colonne britannique s'engage lentement sur le pont du Feneau qui à cause de son étroitesse ne laisse passer que quelques soldats à la fois. Jugeant le moment opportun, le maréchal ordonne au capitaine de Bussi-Lamet de charger l'arrière-garde anglaise avec son escadron. Il est suivi de près par Marillac et Schomberg lui-même, à la tête du reste de la cavalerie. Les cavaliers de l'arrière-garde britannique ripostent mais sont défaits. De nombreux Anglais sont tués, dont Sir William Cunningham et d'autres capturés comme Milord Montjoy Blount, colonel de cavalerie et demi-frère de Sir Charles Rich et du comte de Hollande, Henry Rich. L'infanterie britannique intervient alors mais finit par être vaincue aussi. Deux régiments de l'infanterie française, celui de Piémont alors commandé par François du Val de Fontenay-Mareuil, et celui de Champagne alors commandé par Pierre Arnaud, arrivent dans la mêlée. Une grande partie des forces anglaises est poussée violemment dans les fossés boueux et vaseux avoisinants. Les deux bataillons anglais en avant du pont sont vaincus. Certains protestants rochelais volontaires parviennent à traverser le pont. Les Français s'y engagent, tuant tout sur leur passage, notamment Sir Charles Rich et Sir Alexander Brett, qui tentent de le défendre. Il existe alors deux versions de l'issue de la bataille.

### Version britannique
Après avoir traversé le pont, les forces françaises, Marillac en tête, sont confrontées à Sir Thomas Fryar et au lieutenant-colonel Hackluit, commandant quarante piquiers et vingt mousquetaires qui gardent l'artillerie et les munitions. Ils sont aussitôt assistés par Sir Piers Crosby, commandant d'un régiment irlandais. Les Français, alors pris de panique, se retirent vers le pont malgré les ordres de Marillac. Ils se regroupent ensuite et Saligny, avec un groupe de piquiers, charge à nouveau. Ils sont cependant repoussés et perdent un commandant. Ils chargent une ultime fois, sont à nouveau repoussés et se replient, pourchassés par les Anglais jusqu'au-delà du pont. Dans leur fuite, ils font tomber Marillac de cheval. Les Anglais mettent fin à la poursuite et repassent le pont, qui est mis sous la garde de Sir Piers Crosby. Quelques jours plus tard, quand les conditions sont favorables, celui-ci brûle le pont, et les forces anglaises survivantes rembarquent dans leurs navires,.

### Version française

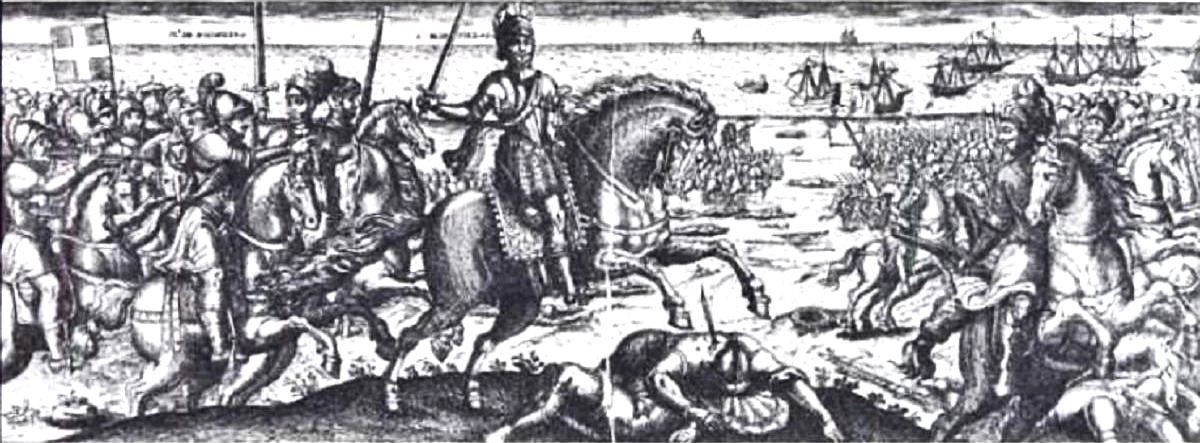
Combat et victoire obtenue sur les Anglois par Michel de la Mathoniere, 1627.

Marillac met pied à terre et prend le commandement. Après avoir traversé le pont, les premières forces françaises s'emparent de l'artillerie ennemie : les quatre petits canons. Le nombre des soldats au front n'est pas très grand, car une part des forces françaises est occupée à capturer des prisonniers ainsi que l'arsenal anglais. Marillac donne l'ordre de déplacer l'arsenal cent pas en arrière. Le comte de Saligny arrive alors avec quelques hommes frais. Il se bat remarquablement et les soldats anglais haussent leurs piques et marchent vers lui. Il ne lui reste alors qu'une douzaine d'hommes dont Feuquiere et Porcheux, capitaines au régiment des Gardes françaises, qui contiennent les adversaires anglais. Les hommes autour de Marillac se replient en désordre, malgré ses ordres, le renversant même. Mais Saligny et ses hommes tiennent bon et contiennent les Anglais, ce qui donne le temps aux autres forces françaises d'être rafraîchies et de retourner dans la mêlée. Le combat dure deux heures, au terme duquel les Français triomphent.
L'armée britannique est en débandade. La chaussée de Loix est couverte de cadavres, les fossés sont remplis de chevaux et d'hommes qu'on assomme dans la boue. Des soldats anglais crient qu'ils sont catholiques en brandissant des chapelets et demandent grâce, mais les troupes françaises continuent leur massacre. De nombreux soldats français de valeur sont dans la mêlée : le marquis d'Annonay, Charles de Lévis-Ventadour, qui sera duc de Ventadour ; Antoine d'Aumont de Rochebaron, marquis de Villequier ; le chevalier de Chappe et son frère ; Jean d’Estampes-Valençay, baron de Valençay ; le comte de Charraux ou Chârost Louis de Béthune, qui deviendra capitaine des gardes du corps du Roi et gouverneur de Calais ; le comte de Saligny, « homme de cœur et de singulière vertu » ; Isaac de Raynié, seigneur de Drouet ; L'isle-Cerillac ; Manassès de Pas de Feuquières ; L'isle Montmartin ; Pierre Arnaud, mestre de camp du régiment de champagne ; Alexandre de Garnier, seigneur des Garets ; de Jonquieres ; Jean-Louis 1er de Louët de Calvisson ; et Jacques de Castelnau de La Mauvissière. Toiras lui-même se bat, l'épée à la main. Les soldats se répandent de tous les côtés, dans les marais, sur les sentiers des fossés, dans les vignobles, toujours sous le feu meurtrier des troupes françaises qui les poursuivent. Schonberg ordonne aux forces françaises poursuivant les Anglais en direction de Loix de s'arrêter car les fuyards s'y sont ralliés et réorganisés. De plus, la nuit tombe. La retraite est sonnée. Le maréchal fait garder le pont jusqu'à s'être assuré que l'armée britannique s'est retirée du sol de l'île.

## Bilan de la bataille
L'air est en fumée et en feu, la terre couverte de cadavres, l'eau est rougie par le sang.
Le bilan de la bataille est lourd pour les Anglais : environ mille-huit-cents morts dont cinq colonels, trois lieutenants-colonels, vingt gentilshommes tels que Sir Henry Spry, Sir Charles Rich, Sir Alexander Brett, Sir Ralph Bingley, Sir William Cunningham, et cent-cinquante officiers. Ils comptent aussi un millier de blessés. Quarante-six de leurs drapeaux sont capturés. Parmi les militaires capturés, se trouvent Milord Montjoye, commandant de cavalerie, le colonel Milord Grey, grand maître de l'artillerie, trente-cinq capitaines ou officiers, douze gentilshommes et cent à cent-vingt soldats. Tous les chevaux de leur cavalerie — dont celui de Buckingham — sont capturés, ainsi que leurs quatre canons.
Le colonel Milord Grey tomba durant la bataille dans un marais salant. Pour éviter sa mise à mort, il cria "Cent-mille écus pour ma rançon !". Il fut donc fait prisonnier.
Le Maréchal de Schonberg ne dit pas un mot sur les pertes françaises, cependant elles avoisinent peut-être le nombre de cinq à  six-cents, ou quelques dizaines. Parmi les blessés se trouvent le général des Galères, Pierre de Gondi qui a reçu la décharge d'un pistolet chargé de deux balles à l'épaule ; le marquis de Villequier, atteint d'un tir de mousquet qui le traversa de part en part (mais « la blessure fut sans danger ») ; De Lade, le capitaine des gardes de Schonberg et l'écuyer de celui-ci, qui a reçu un coup de pistolet au genou ; Cussigny (André, seigneur de Cussigny et des Barres), blessé d'un coup de pique à la gorge, et Porcheux qui a eu la cuisse rompue. Toiras lui-même faillit être blessé par deux tirs de pistolets qui trouèrent son chapeau.

## Après la bataille
Les quarante-six drapeaux pris à l'ennemi, dont le premier par le sieur de Belinghem aidé par le sieur de Moüy de la Mailleraye, sont envoyés à Paris par Claude de Saint-Simon et suspendus aux voûtes de Notre-Dame.

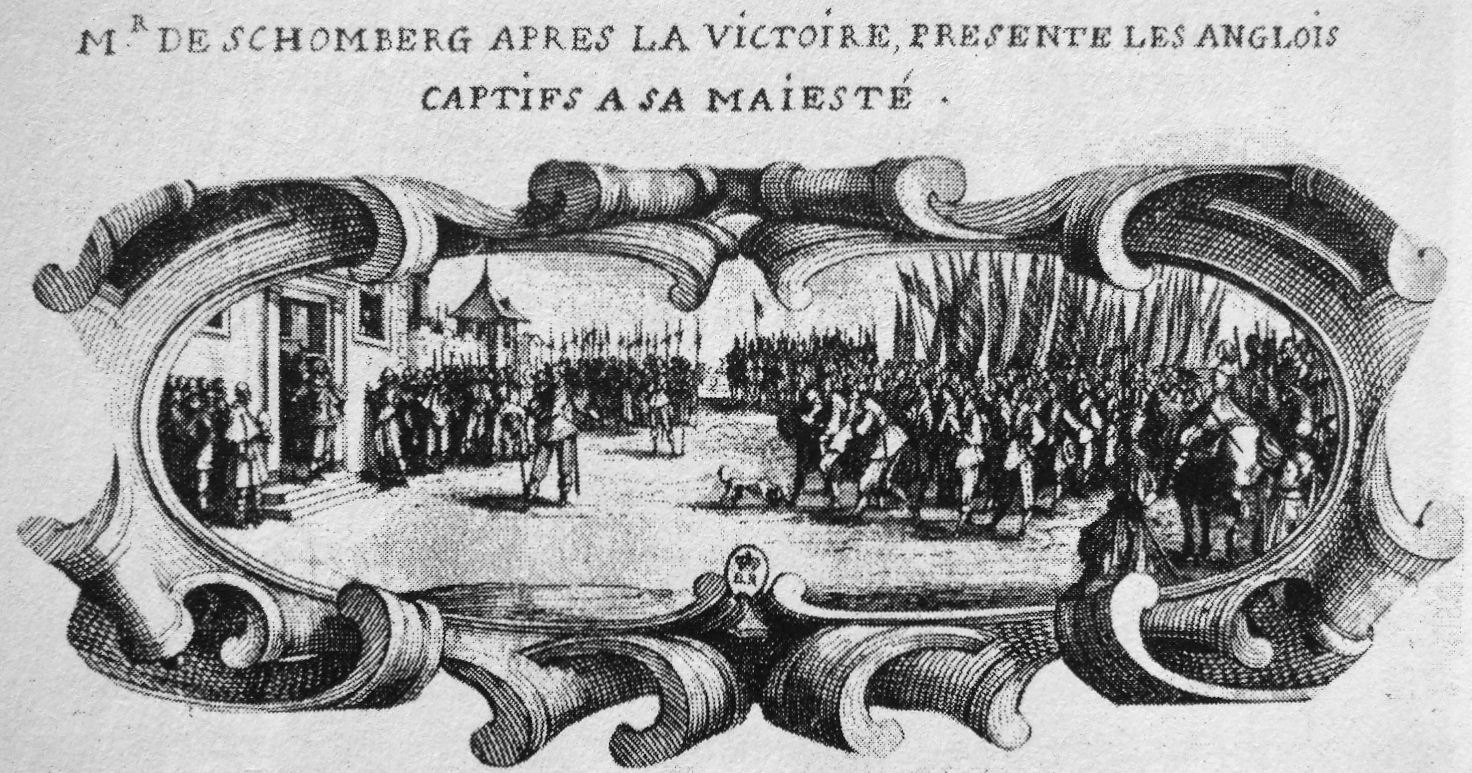
Messire de Schonberg après la victoire, présente les anglois captifs à sa majesté, XVIIe siècle.

Toiras rentre à la citadelle de Saint-Martin, où sont conduits les prisonniers, pour surveiller les mouvements de la flotte anglo-rochelaise. Certains d'entre eux seront libérés contre rançon. Schomberg retourne également à Saint-Martin pour se reposer. Il préfère ne pas s'éloigner de l'île avant d'être certain du départ définitif de Buckingham.
Du côté britannique, environ deux-mille survivants ont pu s'embarquer à bord des navires anglais ainsi que Benjamin de Rohan, seigneur de Soubise et frère cadet d’Henri II de Rohan, un protestant français. Buckingham, après avoir donné du repos à ses troupes, repart le 17 novembre pour l'Angleterre, après trois mois et six jours d'engagement, promettant aux Rochelais protestants qui ont fourni son armée en eau fraîche à deux reprises de revenir avec une armée plus grande. Il ne pourra pas tenir cette promesse, car il est assassiné par John Felton au Greyhound Pub à Portsmouth le 23 août 1628, avant le départ de la seconde expédition.
Denzil Holles, célèbre homme d’État anglais, écrit à son beau-frère, Thomas Wentworth, dans les Lettres de Stafford, à propos de la bataille et de l'expédition en général : "since England was England, it received not so dishonourable a blow" (Depuis que l'Angleterre est l'Angleterre, elle n'a jamais subi un tel déshonneur).
Deux siècles plus tard, des sauniers ouvrent une fosse près du pont du Feneau pour y ensevelir de nombreux ossements épars ainsi que des balles et des boulets.

## Postérité
La bataille fut représentée par Laurent de la Hyre sur un tableau intitulé La défaite des Anglais en l'Île de Ré par l'armée française le 8 novembre 1627 entre le mois de décembre 1627 et le début de l'année 1628. La toile est de grand format : 112 × 120 cm. Elle est conservée à Paris, musée de l'Armée, hôtel des Invalides.